# Tongham
Tongham is een civil parish in het bestuurlijke gebied Guildford, in het Engelse graafschap Surrey met 2314 inwoners.

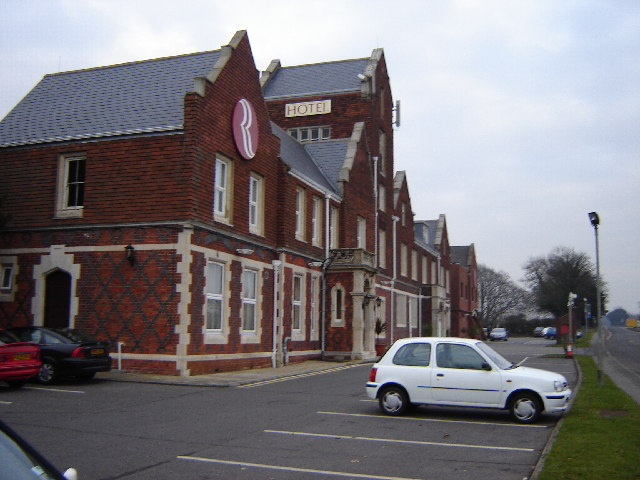